# Борго Валсугана
Бо̀рго Валсуга̀на (на италиански: Borgo Valsugana, на местен диалект: Al Borgo, Ал Борго) е градче и община в Северна Италия, автономна провинция Тренто, автономен регион Трентино-Южен Тирол. Разположено е на 389 m надморска височина. Населението на общината е 6939 души (към 2015 г.).